# 218 km (obwód smoleński)
218 km (ros. 218 км) – przystanek kolejowy w pobliżu miejscowości Szachowka, w rejonie wiaziemskim, w obwodzie smoleńskim, w Rosji. Położony jest na linii Moskwa – Mińsk – Brześć.